# Mulatu Astatke
Mulatu Astatke (Amhaars: ሙላቱ አስታጥቄ) (Jimma, 19 december 1943) is een Ethiopische musicus en componist. Hij staat bekend als de vader van de Ethiopische jazzmuziek.
Astatke kreeg zijn muzikale vorming in Londen, New York en Boston. In Boston was hij de eerste Afrikaanse student aan de Berklee College of Music. Zijn muziek is een combinatie van jazz en traditionele Ethiopische muziek. Daarin maakt hij veel gebruik van de vibrafoon. Als belangrijke vertegenwoordiger van de Ethiopische jazz, heeft Astatke ook een grote bijdrage geleverd aan de cd-serie Ethiopiques.
In het westen is hij vooral bekend door de film Broken Flowers van Jim Jarmusch, waarin veel muziek van zijn hand voorkomt.
- Biblioteca Nacional de España: XX4885813
- Bibliothèque nationale de France: cb140186831 (data)
- Gemeinsame Normdatei: 135422884
- International Standard Name Identifier: 0000 0001 0912 9255
- Library of Congress Control Number: no2006064762
- MusicBrainz: 67f0c7ca-14e8-47a3-be0e-bd2f2ffe25bb
- Nationale Bibliotheek van Tsjechië: xx0099108
- Nationale Bibliotheek van Israël: 987007442737405171
- Système universitaire de documentation: 109224078
- Virtual International Authority File: 69261990
- WorldCat: E39PBJrchxhC6cMcGbtjRwdG73